# 923
923 (CMXXIII) je bilo navadno leto, ki se je po julijanskem koledarju začelo na sredo.

## Rojstva
- 7. september - Cesar Suzaku, 61. japonski cesar

## Smrti
- al-Tabari, perzijski filozof in zgodovinar (* 839)